# Яцута Костянтин Захарович
Костянти́н Заха́рович Яцу́та (1876—1953) — радянський лікар-анатом і антрополог, доктор медицини.

## Біографія
Народився 19 січня 1876 в селі Лохвиця Полтавської губернії в родині службового. В 1895 році закінчив гімназію в Бєлгороді, а в 1901 — Військово-медична академія імені С. М. Кірова в Санкт-Петербургі, де був залишений асистентом на кафедрі нормальної анатомії. Якийсь час був у науковому відрядженні за кордоном (1907—1911).
В 1910 році захистив докторську дисертацію на тему рос. «К анатомии arteria meníngea media у человека и млекопитающих» (науковий керівник І. Е. Шавловський). В 1912—1915 роках працював доцентом кафедри анатомії в альма-матері. В 1915—1917 роках завідував кафедрою анатомії 2-го Петроградського медінституту та був професором анатомії Петербурзького психо-неврологічного Інституту. Паралельно працював в Музеї антропології і етнографії Російської академій наук. З 1917 року завідував кафедрою нормальної анатомії Медичного факультету Ростовский государственный университет в Ростові-на-Дону.
В 1924 році входив до складу експертної комісії з огляду та прийому тіла В. І. Леніна після бальзамування. З 1942 — в еміграції у Відні, потім у Мюнхені.. Професор університету УНРРА і школи дентистики в Мюнхені (1946—1950).
Відомий як один із основоположників Ростовської школи анатомів. Автор понад 300 робіт з різних питань анатомії, антропології, гістології, ембріології та гігієни. Автор 6 глав підручника «Анатомія людини» (1932). Під його керівництвом були захищені 5 докторських і 10 кандидатських дисертацій. Серед його учнів М. І. Ансеров]], С. С. Данилов, Н. Г. Туркевич, П. А. Соколов, Н. І. Одноралов, В. С. Попов.

## Праці
- К анатомии сонных артерий // Хирург. Архив Вельяминова. Кн.2.- Петроград, 1915.
- Zur topographischen Anatomie der Carotidenarterien // Anat. Anz.-1924- 1925.-Bd.59.-S. 148—153.
- Об искусственно деформированных черепах на Юго-Востоке России // Изв. ДГУ Т.5.-Ростов-на-Дону, 1925.- С.70-76
- О деформированных макроцефалических черепах на Юго-Востоке России // Бюлл. об-ва анат. и антропол. при ДГУ Выл. 1.-Ростов-на-Дону,1925.- С.1-5.
- Цель и задачи общества анатомии и антропологии // Бюлл. об-ва анат. и антропол. при ДГУ. Вып.1.-Ростов-на-Дону, 1925.- С.6-9.
- Задачи социальной антропологии // Вестник Кавк. окр. путей сообщения. Ростов-на-Дону, 1922.-№ 3.-С.2-8.
- К вопросу о происхождении подковообразной почки на основании исследования случая у человеческого зародыша 35 мм. // Мед. мысль. Ростов-на-Дону.-1922.-№ 1 .-С.24-29.
- Об измерении нижней конечности на живом // Русский антропологический журнал,-1922.-Т. XII, Кн.3-4.-С.34-37.
- К вопросу о развитии гесеззиз ПеосаесаЦз у человеческого зародыша // Тр. 1 Всероссийского съезда зоол., анат. и гистол. в Петрограде 15- 21/ XII 1922.- Петроград, 1923,- С.189.
- Об измерении длины нижней конечности // Бюлл. об-ва анат. и антропол. при ДГУ Вып.1.-Ростов-на-Дону,1925.- С.14-15.
- Яцута К. З. Впечатление эксперта о бальзамировании тела В.И Ленина // Бюлл. антропол. об-ва при СКГУ Вып. 1.-Ростов-на-Дону,1925.- С.43-48.
- Развитие верхнего брюшинного кармана слепой кишки // Бюлл. об-ва анат. и антропол. при ДГУ. Вып.1.-Ростов-на-Дону, 1925,- С.15
- Об антропологическом составе населения Юго-Востока России // Бюлл. об-ва анат. и антропол. при ДГУ. Вып.1.- Ростов-на-Дону, 1925,- С.15-23.
- О развитии гесеззиз ПеосесаКз // Бюлл. об-ва анат. и антропол. при ДГУ .Вып. 1 .-Ростов-на-Дону,1925.-С.34-37.
- Анатомическое исследование наружного гермафродита // Изв. СКГУ.- Ростов-на-Дону, 1926.Т. П.-С.141-151.
- К вопросу о вариации начала восходящей шейной артерии и положения нижней щитовидной артерии // Научная мысль,-1927.- № 7.- С.2-6
- Диоптрография как метод топографо-анатомическо-го исследования органов // Мед. мысль. Ростов-на-Дону, 1927.-Т.4 Кн. 3-5.-C.1-3.
- Опыт определения конституции по методу построения контуров // Сб. по психоневрологии, посвящ. проф. А. Л. Ющенко.- Ростов-на-Дону, 1928.- С.542-544.
- Несколько слов по поводу «паховой точки», предложенной автором для определения длины ноги // Чело-век.-1928,- № 2-4.-С.232-233.
- О некоторых неандерталоидных признаках на черепах современных людей // Бюлл. об-ва анат. и антро-пол. при СКГУ. Вып.2.-Ростов-на-Дону,1929.- С.76.
- Задачи современной анатомии и метод проекции в ней // Врач, дело.- 1930.-№ 23.-С.1-7.
- О некоторых ямках пристеночной брюшины у человеческого зародыша // 13 лет научной медицины на Северном Кавказе.- Ростов-на-Дону,1934.-С. 176—186.
- Неандертальские признаки на черепах современного человека //Уч. зап. РГУ. Вып.3 .-Ростов-на-Дону,1935.
- Деформированный череп из кургана близ станицы Мелиховской // Сов. Краеведение. -Ростов-на-Дону, 1935.-С.65-72.
- К вопросу об особенностях в распределении крупных артерий при леворукости // Тр. РГМИ. Т.5.-Ростов-на-Дону, 1939.-C.3-6.
- Нарушение сегментации при образовании сросшихся конечностей // Тр. Ростовск. мед. инст., юбилейный сб. Вып.7.-Ростов-на-Дону, 1940.-С.10-15.